# Breakit
Breakit är en svensk nyhetssajt med fokus på teknik, startups och digital ekonomi. Sajten grundades 2015 av Olle Aronsson och Stefan Lundell, båda med bakgrund inom affärsjournalistik. Breakit publicerar dagliga nyheter, analyser och granskningar av det svenska och internationella näringslivet med särskilt fokus på techsektorn.
Företaget mottog en investering om 3,5 miljoner kronor i en riktad nyemmission 2016. Senare samma år erhöll Breakit ett innovationslån på 2 miljoner kronor från Almi Invest, vilket bidrog till bolagets fortsatta expansion och utveckling.
Breakit har 250.000 unika läsare i veckan (2024).
År 2024 köpte Bonnier News 30% av Breakit.